# Bezzia badiifemorata
Bezzia badiifemorata är en tvåvingeart som beskrevs av Tokunaga och Murachi 1959. Bezzia badiifemorata ingår i släktet Bezzia och familjen svidknott. Inga underarter finns listade i Catalogue of Life.